# Туризм змішаний
Туризм змішаний (туризм для різних вікових груп, гендерно змішаний туризм) — це різновид туризму, спрямований на задоволення рекреаційних потреб туристів без вікових, демографічних чи гендерних розбіжностей. Змішаний туризм продукує різноманітні туристські продукти та послуги, не пов'язані між собою і водночас задовольняє різнобічні інтереси рекреантів.